# Il ritorno di Don Calandrino
Il ritorno di Don Calandrino és una òpera en dos actes composta per Domenico Cimarosa sobre un llibret italià de Giuseppe Petrosellini. S'estrenà al Teatro Valle de Roma el carnestoltes de 1778. El 1783 es va representar a Livorno amb el nom d'Armidoro e Laurina.
Mutti va descobrir l'obra, oblidada a la Biblioteca del Conservatori de San Pietro a Maiella i la va preparar per ser presentada al Festival de Salzburg, al Teatre Pérez Galdós de Las Palmas de Gran Canaria, al Teatro Alighieri de Ravenna, al Teatro Verdi de Pisa i al Teatro Municipale de Piacenza dirigida per Riccardo Muti.
Un dels moments més destacats és un estès moviment del segon acte en el qual Cimarosa, amb la utilització de trompes i flautes amb l'acompanyament de la corda, suggereix el soroll de la pluja i la calamarsa, seguit d'una tempesta amb melodramàtics moviments, presto, de les cordes que alternen amb tremolos. Després el tempo canvia a larghetto con moto, una secció en la qual el cant dels ocells és suggerit per l'orquestra. Segueixen rugits de lleons també per part de l'orquestra.

## Representacions
Il ritorno di Don Calandrino va tenir molt èxit amb múltiples representacions per tot Europa durant el final del segle XVIII: Liorna (1783), Viena (1787 amb un renaixement deu anys més tard amb el títol Armidoro e Laurina), Barcelona (1788), Florència (1788 i 1793), i Pàdua (1801).